# Hjørring Station
Hjørring Station eller Hjørring Banegård er en dansk jernbanestation beliggende i centrum af byen Hjørring i Vendsyssel.
Hjørring Station ligger på Vendsysselbanen mellem Aalborg og Frederikshavn og er desuden endestation på Hirtshalsbanen mellem Hjørring og Hirtshals. Stationen åbnede i 1871. Den betjenes af tog fra jernbaneselskabet Nordjyske Jernbaner, der kører hyppige forbindelser med regionaltog mellem Aalborg i syd og Hirtshals / Skagen i nord.

## Historie
Stationen åbnede i 1871 som mellemstation på Vendsysselbanen. Vendsysselbanen blev indviet den 15. august 1871 og gik i første omgang fra Nørresundby til Frederikshavn. Senere kom der forbindelse til Aalborg Banegård via Jernbanebroen over Limfjorden, som blev åbnet for trafik den 8. januar 1879.
I 1942 blev stationen endestation for Hjørring-Løkken-Aabybrobanen, Hjørring-Hørbybanen og Hirtshalsbanen, da togene fra de tre privatbaner under Hjørring Privatbaner blev flyttet fra Hjørring Vestbanegård over på statsbanestationen. Hjørring-Hørbybanen blev nedlagt i 1953, og Hjørring-Løkken-Aabybrobanen i 1963, således at det i dag kun er Hirtshalsbanen, der fortsat udgår fra Hjørring Station.
I 2017 overtog jernbaneselskabet Nordjyske Jernbaner den regionale togdrift mellem Skørping og Frederikshavn fra DSB.

## Arkitektur
Stationsbygningen fra 1871 er tegnet af arkitekterne N.P.C. Holsøe og Thomas Arboe.

## Trafik
Stationen betjenes af tog fra det regionale jernbaneselskab Nordjyske Jernbaner, som også driver togtrafikken på Skagensbanen, Vendsysselbanen og Aalborg Nærbane, så man kan uden togskift køre fra Hjørring til Skagen via Frederikshavn i den ene retning eller til Skørping via Aalborg i den anden retning.

## Yderligere læsning
- Gregersen, A. (1965). Hirtshalsbanen. 1925 - 19. december - 1965 (PDF). Jernbanehistorisk Selskab.
- Thomassen, P. (1975). Hirtshalsbanen gennem 50 år. 1925 - 19. december - 1975. Bestyrelsen for Hirtshalsbanen.